# Yale School of Music
La Yale School of Music è una delle 12 scuole professionali della Yale University. Offre tre lauree specialistiche: Master of Music (MM), Master of Musical Arts (MMA) e Doctor of Musical Arts (DMA), oltre a un programma congiunto Bachelor of Arts-Master of Music in collaborazione con lo Yale College, un Certificato di prestazioni e un diploma di artista. Nel novembre del 2005 una donazione anonima di $100 milioni (in seguito rivelatasi effettuata dall'ex alunno di Yale Stephen Adams) fornì borse di studio complete per tutti gli studenti accettati alla Yale School of Music.

## Edifici
- Albert Arnold Sprague Memorial Hall (1917), rinnovato nel 2003.
- Abby e Mitch Leigh Hall (1930), in stile gotico, ristrutturato nel 2006.
- Anche porzioni di Hendrie Hall sono utilizzate dalla scuola. (Hendrie Hall è stata demolita e al suo posto ci sarà il Centro Adams per le arti musicali)[4]
- Woolsey Hall (1901), utilizzato per spettacoli orchestrali (Yale Philharmonia) e recital per organo (sull'Organo Newberry Memorial).
- La Collezione di Strumenti Musicali della Yale University (1895), in stile Romanico.